# Стртеница
Стртеница (словен. Strtenica) је насељено место у општини Шмарје при Јелшах, Савињска регија, Словенија.

## Историја
До територијалне реорганизације у Словенији била је у саставу старе општине Шмарје при Јелшах.

## Становништво
У попису становништва из 2011. године, Стртеница је имала 97 становника.
| Број становника према пописима | Број становника према пописима | Број становника према пописима |
| ------------------------------ | ------------------------------ | ------------------------------ |
| 1991                           | 2002                           | 2011                           |
| 103                            | 97                             | 97                             |

Напомена: Године 2018. извршена је мања размена територија између насеља Брезје при Лекмарју и Стртеница.